# 卡斯特罗贡萨洛
卡斯特罗贡萨洛，是西班牙卡斯蒂利亚-莱昂萨莫拉省的一个市镇。 总面积25平方公里，总人口529人（2001年），人口密度21人/平方公里。